# Bebek Domokos (püspök)
Pelsőci Bebek Domokos (? – Nagyvárad, 1374. október 31.) csanádi, majd váradi püspök, Bebek Domokosnak, a Bebek család pelsőci ága alapítójának a fia.
1349-ben esztergomi kanonok, s ekkor VI. Kelemen pápa engedélyével egyben egri kanonok is lesz. 1352-ben esztergomi Szent Tamás-prépost, 1357-ben szepesi prépost, 1360-tól pedig csanádi püspök volt. 1367-ben megválasztják kalocsai érseknek, neve egyszer elő is fordul Nagy Lajos oklevelében ilyen minőségben, de a pápa végül nem nevezi, marad csanádi püspöknek. 1372-től váradi püspök, ahol orvosolta elődjének, Demeter püspöknek a káptalan jogain tett sérelmeit, s erről pecsétes oklevelet is kiadott. Püspöksége alatt kezdte a káptalan szerkeszteni saját chartulariumát. 1374. október 31-én halt meg. Hamvait a nagyváradi kápolna oltára alá helyezték nyugalomra.